# Antonio Brencich
Antonio Brencich (né à Milan le 17 août 1966) est un ingénieur civil italien.

## Biographie
Antonio Brencich a obtenu son diplôme d'ingénieur en structure à l' Université de Gênes et son doctorat en 1996 à l'École polytechnique de Turin avec une thèse sur la mécanique des fractures. Il est professeur assistant (Professore Associato) pour l'ingénierie des structures à l'Université de Gênes. Il enseigne la construction en acier et en béton précontraint et l'ingénierie du transport.
À partir de 2009, il a été directeur technique du laboratoire de génie civil de l'université.
Il étudie la mécanique de la rupture dans les matériaux en béton et cassants, les ponts en acier et en maçonnerie et caractérise la durabilité du béton.
Il a préconisé la démolition du viaduc de Polcevera de Riccardo Morandi à Gênes et a critiqué sa conception en 2016 en le qualifiant « d'échec de l’ingénierie » qui n’avait plus lieu d’être,. À Gênes, il y avait un débat politique sur la question de la démolition ou la remise à neuf du pont. En 2018, le pont s'est effondré. Brencich a été nommé membre de la commission d'enquête. Il démissionne le 23 août 2018 après la publication dans la presse qu'il avait approuvé le projet de restructuration du pylône 9 effondré le 1er février 2018 et déclaré alors qu'il n'y avait pas d'urgence à fermer le pont.

## Publications
- (it) Metodi agli elementi di contorno per l'analisi della concentrazione di tensione in lastre sollecitate biassialmente. Istituto di scienza delle costruzioni, Università di Genova, Facoltà di ingegneria, 1994 (39 Seiten)[6]
- (it) Un algoritmo numerico iterativo per la determinazione dello stato di tensione-deformazione di una sezione presso inflessa in cemento armato. Genua : Istituto di scienza delle costruzioni, 1994 (31 pages)[6]